# Artedidraco glareobarbatus
Artedidraco glareobarbatus is een  straalvinnige vissensoort uit de familie van gebaarde ijskabeljauwen (Artedidraconidae). De wetenschappelijke naam van de soort is voor het eerst geldig gepubliceerd in 1999 door Eastman & Eakin.
De soort staat op de Rode Lijst van de IUCN als niet bedreigd, beoordelingsjaar 2009.